# Babaeski
Babaeski este un oraș din Turcia.